# Свети Николай Кирицки
„Свети Николай Кирицки“ (на гръцки: Άγιος Νικόλαος του Κυρίτση) е средновековна православна църква в град Костур (Кастория), Егейска Македония, Гърция.

## Местоположение
Църквата е разположена в североизточната част на града. Традиционно тя е част от Варлаамската енория.

## История
Църквата е малък византийски храм, построен в XIV век и в 1654 година разширен от южната страна. Ктиторският надпис гласи:
| „ | ΔΙΑΚΑΙΝΙΣΘΗ ΚΑΙ ΑΝΙΣΤΟΡΗΘΗ Ο ΘΗΟΣ ΚΑΙ ΠΑΝΣΕΠΤΟΣ ΝΑΟΣ ΤΟΥ ΕΝ ΑΝΙΟΙΣ ΠΑΤΡΟΣ ΗΜΩΝ ΝΙΚΟΛΑΟΥ ΑΡΧΙΕΠΙΣΚΟΠΟΥ ΜΕΙΡΩΝ ΤΗΣ ΛΗΚΗΑΣ ΤΟΥ ΘΑΥΜΑΤΟΡΓΟΥ ΔΙΑ ΣΥΝΔΡΟΜΕΙΣ ΚΟΠΟΥ ΤΕ ΚΑΙ ΜΟΧΘΟΥ ΚΑΙ ΕΞΟΔΟΥ ΤΟΥ ΕΥΓΕΝΕΣΤΑΤΟΥ ΚΑΙ ΕΚΛΑΜΠΡΟΤΑΤΟΥ ΑΡΧΩΝΤΟΣ ΚΥΡΙΤΖΗ ΔΗΜΗΤΡΗ ΤΟΥ ΚΥΡΙΤΖΗ ΚΩΤΖΗ ΤΟΥ ΣΕΤΖΗΡΙΠΑ ΚΑΙ Η ΜΗΤΗΡ ΑΥΤΟΥ ΑΡΧΙΕΡΑΤΕΥΟΝΤΟΣ ΤΟΥ ΠΑΝΙΕΡΟΤΑΤΟΥ ΜΗΤΡΟΠΟΛΙΤΟΥ ΚΑΣΤΟΡΙΑΣ ΚΥΡΙΟΥ ΚΥΡΙΟΥ ΑΡΣΝΙΟΥ ΙΕΡΑΤΕΥΟΝΤΟΣ ΔΕ ΤΟΥ ΕΥΛΑΒΕΣΤΑΤΟΥ ΙΕΡΕΩΣ ΠΑΠΑ ΚΥΡΙΑΖΗ ΚΑΙ ΔΕΥΤΕΡΟΥ ΚΑΣΤΟΡΙΑΣ ΕΠΗ ΕΤΟΥΣ 1654 | “ |

Ктиторското семейство Кирицис е известно в Костурско също така и със създаването на училища.
При ремонта в XVII век са изписани западната и части от източната стена и северната стена на храма. На източната стена на нартекса има и оригинален слой стенописи, изобразяващи Второто пришествие. и датират от 1370 година. Оригиналните стенописи от 1370 година за запазени предимно на северната стена над първата зона със светци.
В 1924 година църквата е обявена за паметник на културата.
- Детайл от „Оплакване“
- Детайл от „Сваляне от кръста“
- Мъченик
- „Разпятие“
- Архиереи